# イ・ハンギョル
イ・ハンギョル（朝: 이한결、朝: 李翰潔、英: Lee Hangyul、1999年12月7日 - ）は、韓国出身のアイドル。男性アイドルグループ・BAE173のメンバー、POLARIXのメンバー、及び男性ユニット・H&Dのメンバーである。X1の元メンバー。POCKETDOL STUDIO所属。仁川広域市出身。

## 来歴

### 2017年 - 2018年
- 2017年9月1日、男性4人組バンド「IM」のメンバーとしてデビュー。
- 2017年10月28日 - 2018年2月10日、KBS 2TV『The Unit〜アイドル再起プロジェクト』に出演し、最終順位13位[1][2]。
- 2018年6月、「UNB」の『BLACK HEART』活動ステージのパフォーマンスに参加。

### 2019年
- 5月3日 - 7月19日、Mnetのオーディション番組『PRODUCE X 101』に出演し、最終順位7位でデビューメンバーに選抜[3]。
- 8月27日、「X1」のメンバーとしてミニアルバム「비상(飛翔)：QUANTUM LEAP」でデビュー[4][5]。

### 2020年

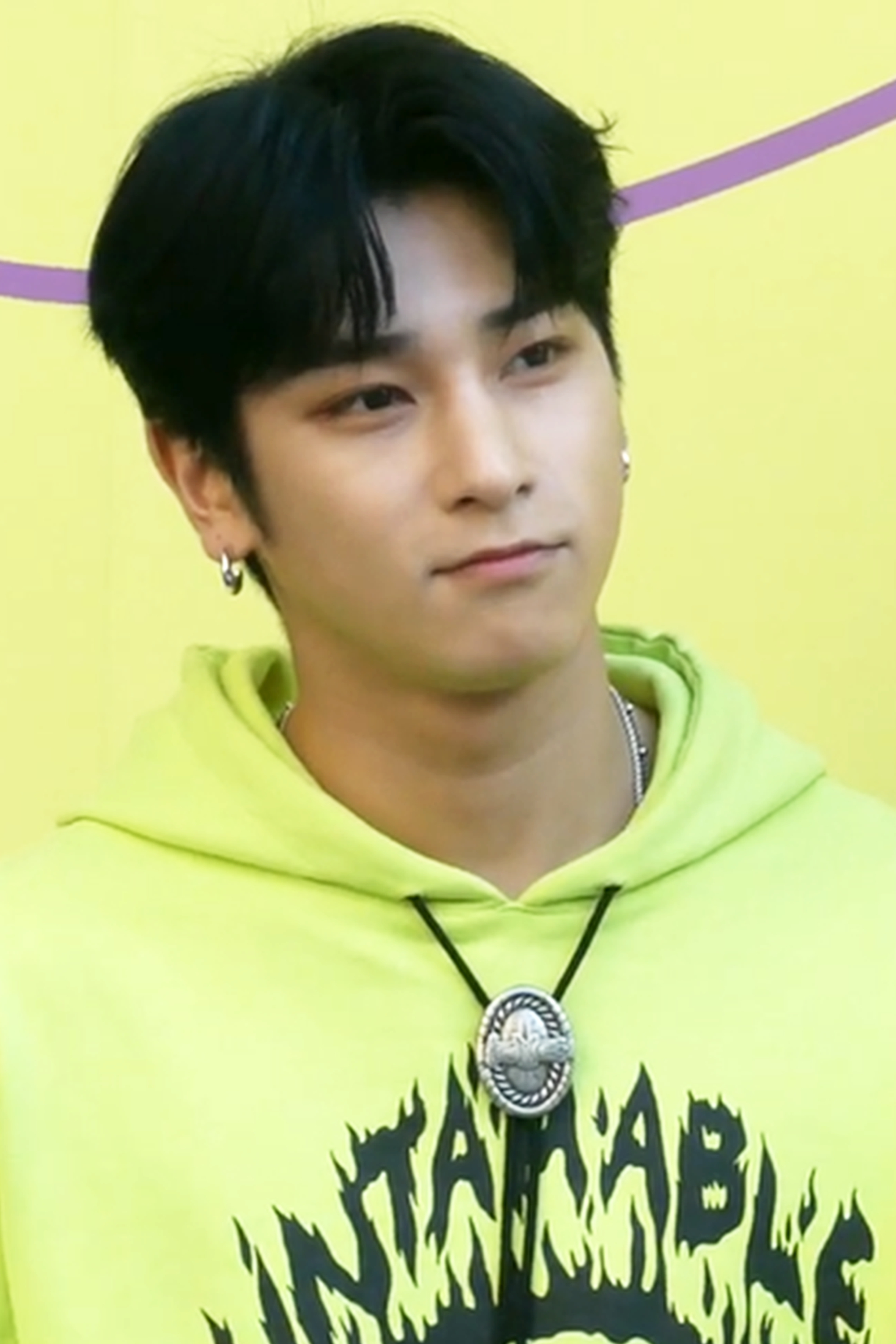
2020年

- 1月6日、「X1」が解散することを発表した[6]。
- 2月2日、ナム・ドヒョンとともに韓国にて初のファンミーティング「Happy Day：Birthday」を開催。
- 2月5日、ユニット「H&D」としてデジタルシングル「Happy Day」をリリースし、音楽番組に出演。
- 4月21日、ユニット「H&D」としてミニアルバム「SOULMATE」でデビュー[7]。
- 5月5日、所属事務所であるMBKエンターテインメントより同年秋にデビュー予定の8人組新人ボーイズグループのメンバーであることが発表された[8]。
- 5月15日、韓国化粧品ブランド「BLANCPOOL」の広告モデルに抜擢[9]。
- 11月19日、9人組ボーイズグループ「BAE173」としてミニアルバム「INTERSECTION：SPARK」でデビュー[10]。グループとして3度目のデビューとなる。

### 2021年
- 6月8日、ウェブドラマ「ラブ・イン・ブラックホール」への出演が発表された[11]。

### 2024年
- 10月26日 - 12月28日、iQIYIとSBSによる韓中合作のオーディション番組『STARLIGHT BOYS』に出演し、最終順位6位でデビューメンバー（POLARIX）に選抜[12][13]。

## ディスコグラフィ

### 参加楽曲

#### IM
- 2017年9月1日 - SAD STORY「미치겠어 (Sad Story)」[14]

#### THE UNIT
- 2017年10月13日 - THE UNIT 마이턴 (My turn)「마이턴 (My turn)」
- 2017年10月20日 - THE UNIT Last One「빛 (Last One)」
- 2018年1月14日 - THE UNIT B STEP1「All Day」
- 2018年2月10日 - THE UNIT FINAL「Dancing with the Devil」「PRESENT」

#### PRODUCE X 101
- 2019年3月21日 - X1-MA「_지마 (X1-MA)」
- 2019年7月5日 - PRODUCE X 101 - 31 Boys 5 Concepts「움직여 (MOVE) (Prod. ZICO)」(SIXC (6 Crazy)名義)
- 2019年7月20日 - PRODUCE X 101 - FINAL「소년미 (少年美)」「꿈을 꾼다 (Dream For You)」

#### Starlight Boys
- 2024年11月01日 - Good Luck（成为我的幸运）[《Starlight Boys》主题曲]

## 出演

### テレビ番組
- The Unit～アイドル再起プロジェクト（2017年10月28日 - 2018年2月10日、KBS 2TV）[1]
- PRODUCE X 101（2019年5月3日 - 7月19日、Mnet）[3]

### 配信番組
- STARLIGHT BOYS（2024年10月26日 - 2024年12月28日、iQIYI）[15]

### ウェブドラマ
- 러브 인 블랙홀（原題：ラブ・イン・ブラックホール）（2021年、BIG PICTURE MART）- ハン・テヤン役[16]

### 授賞式
- 第一回 KOREA GRAND MUSIC AWARDS（2024年11月16日 - 17日）[17]- Starlight Boys参加者として出演

## 広告
- 韓国化粧品ブランド「BLANCPOOL」 (2020年5月 - 現在）

## 関連映像

### IM
- 「미치겠어（Sad Story）」MV

### THE UNI+
- テーマ曲「빛（Last One）」MV
- 中間バトル『마이턴（My turn）』 MV
- ブート評価「아주 NICE」
- RESTARTミッションバトル「FIRE」
- セルフプロデュースミッションバトル「Stay + 사슬 （Chained Up）」
- 音源発売ミッションコンテスト「All Day」（MV）
- FINALミッション「Dancing With The Devil」「PRESENT」

### PRODUCE X 101
- テーマ曲「_지마（X1-MA）」
- 事務所別評価「Roly-Poly & BOOMERANG」
- グループバトル評価「Love Shot」
- ポジション評価「Finesse」
- コンセプト評価「움직여（MOVE）」
- デビュー評価「소년미（少年美）」「꿈을 꾼다（Dream For You）」

### Starlight Boys
- テーマ曲「Good Luck（Be My Luck） - YouTube」
- レベル分けテスト「My House - YouTube」
- K - POP世代ヒットソングバトル「Again & Again - YouTube」
- ポジションバトル「Shoot Out - YouTube」
- Final ミッション「Pretty Dirty Boy - YouTube」
- テーマ曲 (Final ver)「Good Luck（Be My Luck）Final ver - YouTube」
- ファンソング「Around - YouTube」

### X1
- X1 (@x1official101) - X（旧Twitter）
- X1members (@x1members) - X（旧Twitter） ※X1のメンバーのTwitter公式アカウント
- X1 OFFICIAL INSTAGRAM (@x1official101) - Instagram
- X1 OFFICIAL YOUTUBE - YouTubeチャンネル
- PRODUCE X 101イ・ハンギョルプロフィール（2019年8月31日時点のアーカイブ）

### POLARIX
- POLARIX (@POLARIX1228) - X（旧Twitter）
- POLARIX (@polarix.official) - Instagram
- Polarix_Han Gyul (@1gyul_2gyul) - Instagram
- POLARIX OFFICIAL - YouTubeチャンネル
- POLARIX_翰潔_ - 新浪微博（簡体字中国語）